# Dave (Namur)
Dave, Dave-sur-Meuse (wa. Dåve) – dzielnica (section) miasta Namur w Belgii, w Regionie Walońskim, w prowincji Namur, w okręgu Namur. 1 stycznia 2020 roku liczyła 1504 mieszkańców. Do 31 grudnia 1976 r. samodzielna gmina. Leży nad rzeką Mozą. 

## Demografia
Liczba mieszkańców, stan na 1 stycznia:
| Rok                | 1930 | 1947 | 1961 | 2020 |
| ------------------ | ---- | ---- | ---- | ---- |
| Liczba mieszkańców | 876  | 967  | 1077 | 1504 |